# Guy Frisk
Guy Bernhard Frisk, född i Lovisa stad 17 augusti 1934 - 26 februari 2022, var en finländsk målare.
Frisk studerade vid Konstindustriella läroverket 1952–1956 och vid Finlands konstakademis skola 1957–1960. Han debuterade 1960 och har aktivt deltagit i utställningar sedan 1967. Han flyttade till Åland 1961 och bosatte sig i Krogstad i Lumparland.
Frisk har arbetat i många olika tekniker och uppmärksammades bland annat för sina kollage och oljemålningar med en ödslig, nästan surrealistisk stämning. Till en början stod hans arbeten nära det abstrakta, men endast tillfälligt. Senare har Frisk uppmärksammats för sin akvarellkonst i vilken han metodiskt konstruerat sina bilder. Landskapsmålningarna till vilka han hämtat motiv från Åland, men även från bland annat Spanien och Portugal, Medelhavsöar och Island innehåller även figurer. Han utförde 1984 en tredelad väggmålning (Våren) i olja och tempera för statens nya förvaltningsbyggnad i Mariehamn.
Frisk verkade 1960–1980 som teckningslärare i Mariehamn. I slutet av 1970-talet byggde han en utställningshall för tillfälliga utställningar i anslutning till sin ateljé.